# Nghị viện California

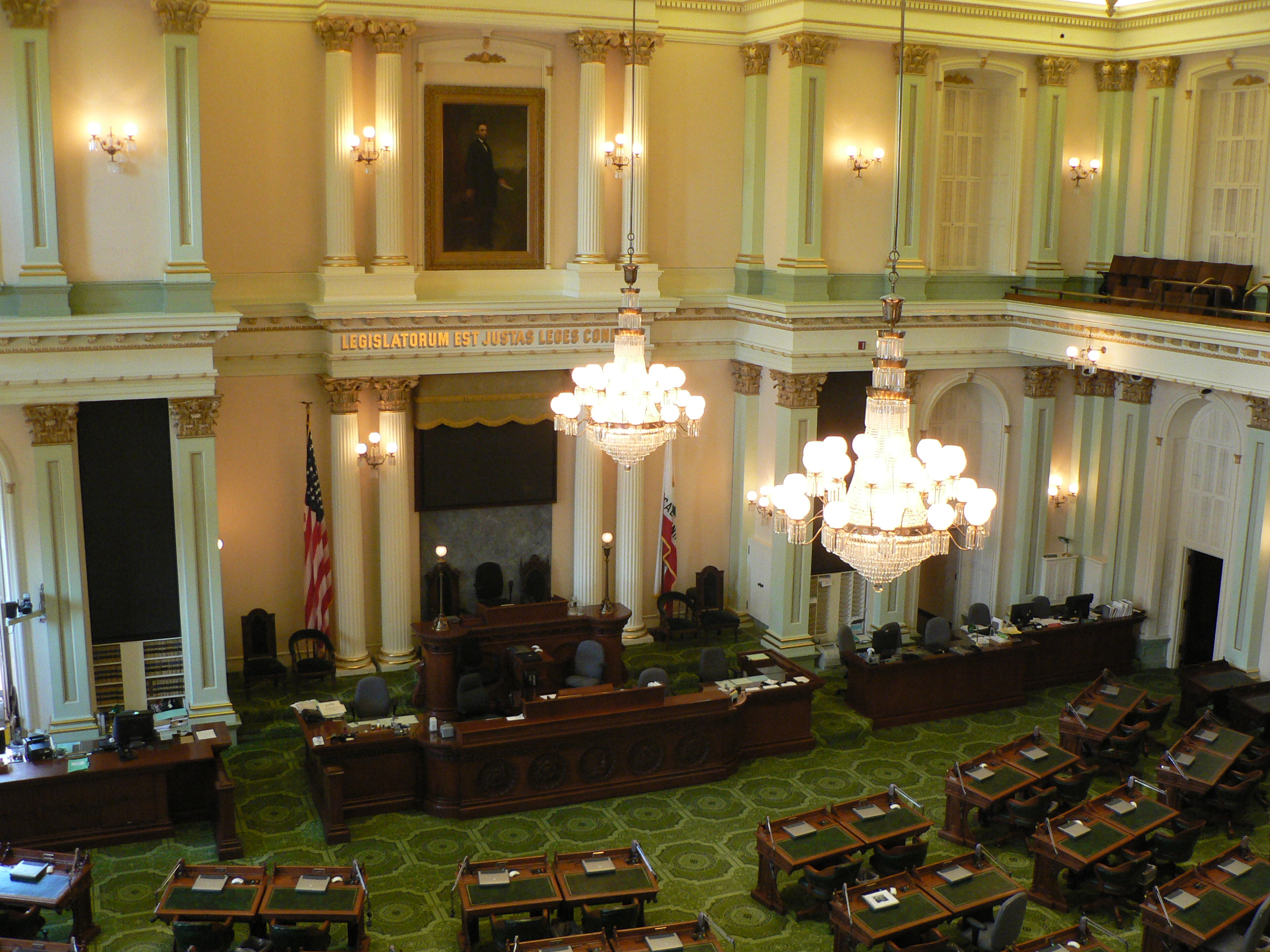
Phòng Hạ viện Bang California

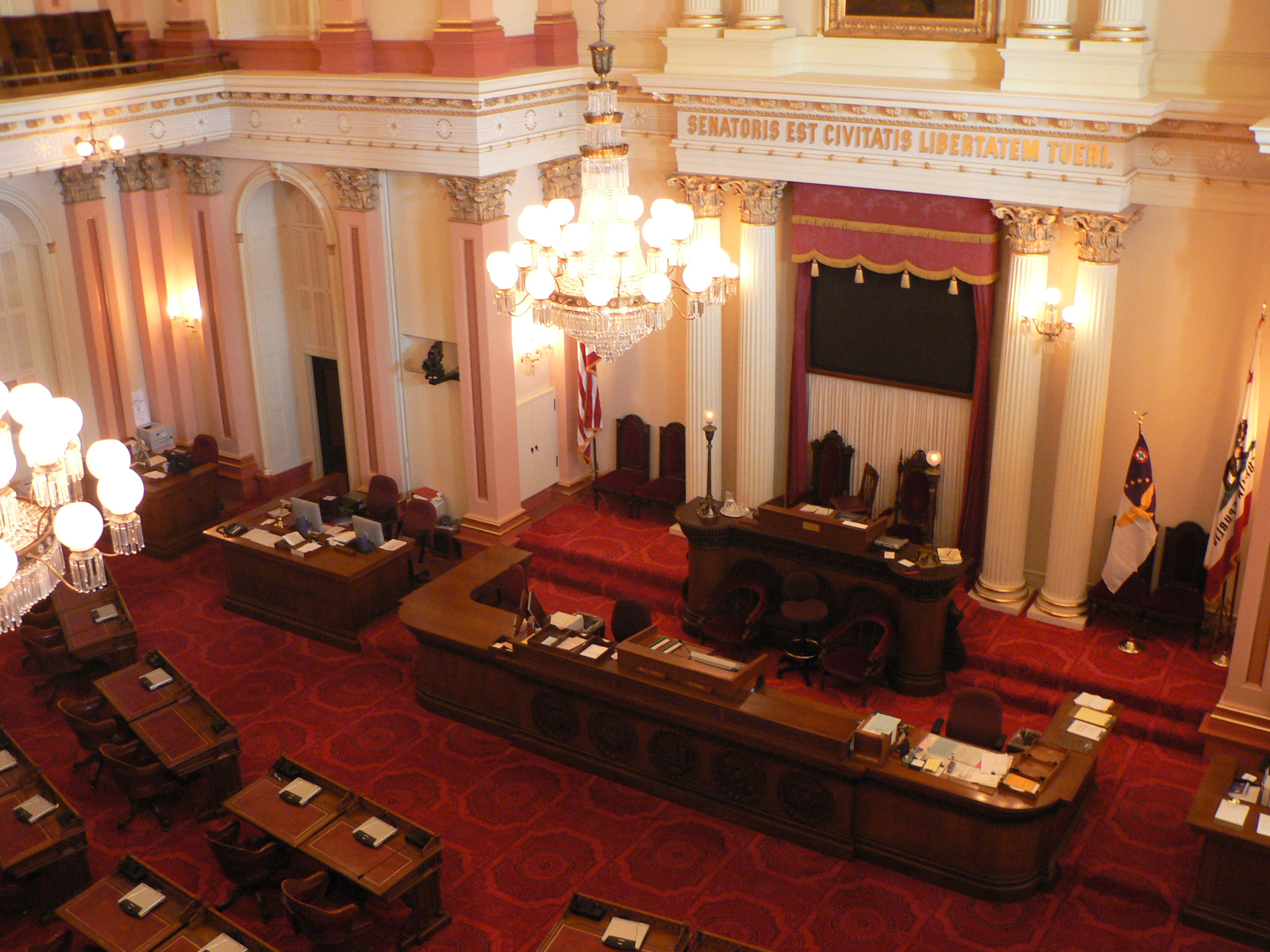
Phòng Thượng viện Bang California

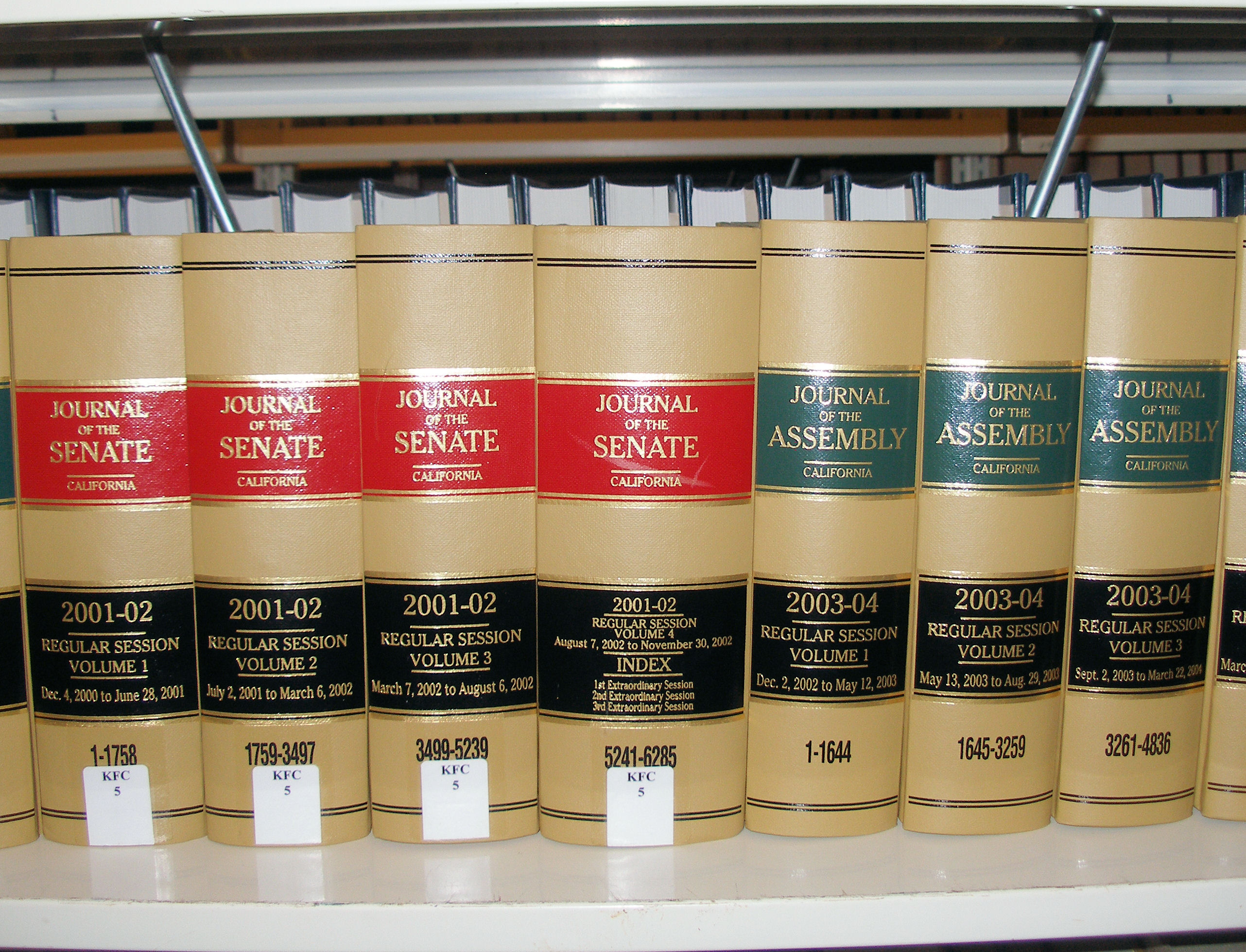
A few volumes of the journals of each house (Senate is red; Assembly [lower chamber] is green).

Nghị viện California (California State Legislature) là cơ quan lập pháp bang lưỡng viện bao gồm hạ viện là Hội đồng bang California với 80 thành viên; và thượng viện là Thượng viện bang California, với 40 thành viên.  Cả hai viện của Nghị viện triệu tập tại Điện Capitol bang California ở Sacramento. Nghị viện California là một trong 10 cơ quan lập pháp tiểu bang làm việc toàn thời gian tại Hoa Kỳ. Hai viện được phân biệt bởi màu sắc của thảm và trang trí của mỗi mỗi phòng họp. Thượng viện được phân biệt bằng màu đỏ và Hạ viện được phân biệt bằng màu xanh lá, lấy cảm hứng từ Viện Quý tộc và Viện Thứ dân của Vương quốc Liên hiệp Anh và Bắc Ireland.
Đảng Dân chủ hiện đang nắm đa số phiếu có quyền phủ quyết ở cả hai viện của Nghị viện California. Hạ viện bao gồm 62 thành viên Đảng Dân chủ và 18 thành viên Đảng Cộng hòa, trong khi Thượng viện bao gồm 32 thành viên Đảng Dân chủ và 8 thành viên Đảng Cộng hòa. Ngoại trừ một thời gian ngắn từ năm 1995 đến năm 1996, Hạ viện đã nằm trong tay Đảng Dân chủ kể từ cuộc bầu cử năm 1970. Thượng viện nằm dưới sự kiểm soát của Đảng Dân chủ từ năm 1970, ngoại trừ một thời gian ngắn từ năm 1973 đến năm 1975.